# Ambystoma mabeei
Ambystoma mabeei é uma espécie de anfíbio caudado pertencente à família Ambystomatidae. Endêmica dos Estados Unidos.